# Фёдоровка Вторая (Донецкая область)
Фёдоровка Втора́я (укр. Федорівка Друга) — село в Лиманской городской общине, Краматорского района Донецкой области Украины.
Код КОАТУУ — 1420985909. Население по переписи 2001 года составляет 84 человека. Почтовый индекс — 84531. Телефонный код — 6274.